# Pasaquina FC
Pasaquina Fútbol Club – salwadorski klub piłkarski z siedzibą w mieście Pasaquina, w departamencie La Unión. Funkcjonował w latach 1962–2019. Domowe mecze rozgrywał na obiekcie Estadio San Sebastián.

## Historia
Klub został założony w 1962 roku przez lokalną grupę kibiców piłki nożnej, na których czele stał David Dimas Caballero Gómez. Przez większość swojej historii zespół występował w niższych ligach salwadorskich. W 2010 roku awansował z trzeciej do drugiej ligi salwadorskiej. W swojej historii nosił zarówno nazwę Pasaquina FC, jak i CD Pasaquina.
W 2014 roku Pasaquina po raz pierwszy w historii awansowała do salwadorskiej Primera División, pokonując w dwumeczu barażowym o awans Once Lobos (0:1, 2:0). W 2018 roku, ze względu na słabą frekwencję na obiekcie Estadio San Sebastián, zespół zaczął rozgrywać domowe mecze na stadionie Estadio Marcelino Imbers w mieście La Unión. Ogółem w najwyższej klasie rozgrywkowej zespół występował w latach 2014–2019. W lipcu 2019 został wykluczony z rozgrywek ze względu na problemy organizacyjne i finansowe, a na jego licencji został założony klub Once Deportivo, który wykupił licencję Pasaquiny za 100 tysięcy dolarów. Tym samym klub Pasaquina zakończył swoją działalność.